# Івановичі (Пулинська селищна громада)
Іва́новичі — село в Україні, у Пулинській селищній територіальній громаді Житомирського району Житомирської області. Населення становить 1 219 осіб (2001).

## Історія
Станом на 1885 рік у колишньому власницькому селі Пулинської волості Житомирського повіту Волинської губернії мешкало 1129 осіб, налічувалось 129 дворових господарств, існували православна церква та постоялий будинок.
За переписом 1897 року кількість мешканців зросла до 1753 осіб (884 чоловічої статі та 869 — жіночої), з яких 1705 — православної віри.
До 8 червня 2017 року — адміністративний центр Івановицької сільської ради Пулинського району Житомирської області.